# 沙羅曼蛇2
『沙羅曼蛇2』（サラマンダ ツー、SALAMANDER 2）は、1996年1月にコナミ（現・コナミアミューズメント）が稼動したアーケード用シューティングゲーム。『沙羅曼蛇』の続編である。

## 概要
全6面構成で、前作『沙羅曼蛇』と同じ縦横混在スクロールだが、1・3・4・5面が横スクロール、残りの2・6面が縦スクロールと変則的になっている。2人同時プレイ可能。コンティニュー機能が追加されている。パワーアップはアイテム制だが、出現するアイテムの種類はアイテムごとに出現率が設定されており、一定の場面を除いてランダムとなっている（自機のパワーアップ状態にも左右される）。
前作には無いシステムとして、自機の分身であるオプションそのものを敵に飛ばすことで攻撃するオプションシュートという動作や、各種レーザー武器関連の時限式の2段階目パワーアップなどが追加されている（詳細は後述）。また、10万点ボーナスなどの隠し要素もある。
前作から変更されたシステムとして、縦スクロール面で前方画面奥側にミサイルを発射することができなくなった。そのため地形に奥行きが感じられなくなっている。また、スクロール速度が低下した。
プレイヤー1側の自機（ビックバイパー）あるいはプレイヤー2側の自機（スーパーコブラ）を操作し、ドゥームを破壊することが目的。
2周エンドだが、2周目は敵の攻撃が飛躍的に激しくなる上、コンティニューができない。また2周目では前作やMSX版『グラディウス2』（あるいは同作をMSX版『沙羅曼蛇』プレイ時にスロット2に挿し込んだ際に出現するヴェノム艦ステージ）のBGMでもあるがアレンジされて使用されている。新曲の作編曲と前作曲の編曲は全て前田尚紀が担当している。

## ゲーム内容

### 前作との主な変更点
自機
1P側は前作同様ビックバイパーだが、2P側がスーパーコブラ（前作ではロードブリティッシュ）。
ボタン操作
ショットとミサイルが1ボタンに統一され、2つ目のボタンは特殊攻撃用（オプションシュート）のボタンとなった。
武器のパワーアップ
レーザー系武器やミサイルにはそれぞれ2段階目が存在する。（詳細は「武器のパワーアップ」欄を参照）
マルチプルの名称
『沙羅曼蛇』ではオプションは「マルチプル」という名称だったが、本作には引き継がれずに「オプション」となっている。この設定は後に発売された『セクシーパロディウス』でもネタにされている。
オプションの種別
オプションに種別があり、標準のオプションと小さいオプション「オプションシード」が存在する。
オプションシュート
装備中のオプションを消費して攻撃及び防御に使うことができる。発動には専用のボタンを押す(詳細は後述)。
アイテム
オプションシードのほか、ツインレーザーが追加されている。
フォースフィールド
自機が炎のようなものに包まれて全方位を防御するタイプに変更。
エクステンド
初期設定で20万点と50万点の2回。（前作では一切無し。追加クレジットを投入することで残機を増やせた）
ミス時のオプション
ミスをすると装備中のオプション（マルチプル）がアイテム化し、復帰後に再回収できる点は前作と同様であるが、前作では画面スクロールに従って後方へ流れていってしまう（スクロールアウトすると回収不可になる）のに対し、本作では画面上に浮遊し続ける。

### パワーアップの種類とアイテム
特定の敵機（敵編隊や赤色の敵機など）を破壊するとアイテムが出現する。前作では出現アイテムは全て固定であったが、本作では特定の場合を除き全てランダムで出現するようになっており、各々に出現率が設定されている。アイテムの出現率は自機のパワーアップ状況にも左右され、ノーマル（未パワーアップ）またはそれに近い状態であれば良いアイテムが出やすくなっている。
パワーアップアイテムが、前作では全て緑色で種類により形状が全く異なっているものであったが、本作ではオプション、オプションシード（後述）、フォースフィールド以外のアイテムが緑色ではなくなり四角の形状に統一され装備ごとのアルファベットの頭文字で表示されるようになっている。
ミサイルとレーザー系装備に関しては、その取得状況によってタイプが切り替わる（「武器のパワーアップ」欄を参照）。ミサイルとレーザー系の装備名称は、前者が1段階目で、後者は2段階目である。
レーザー系武器は排他選択であり併用する事ができず、3種類の内どれか1つを選択して使い分けなければならない。

#### アイテムとその効果
全部で以下の8種類がある。名称後のアルファベット表記はアイテムに記されているものである。
スピードアップ　[S]
自機の移動速度が上がる。最大5速。
ミサイル／ツインミサイル　[M]
ミサイルを射出できるようになる。取得するごとにミサイルのタイプが切り替わる（「武器のパワーアップ」欄を参照）。
なお、縦スクロール時には前作のように下方向（画面の奥）へミサイルを投下することはない。
レーザー／ハイパーレイ　[L]
前方に威力が高く、雑魚敵を貫通する螺旋模様のレーザーを発射。2段階目はレーザーが太くなり、また長時間射出できるようになる。
リップルレーザー／バスターリップル　[R]
前方に徐々に拡大するリング状レーザーを発射。貫通力無し。2段階目はレーザーの広がりがさらにアップし、より広範囲を攻撃できるようになる。
ツインレーザー／スピアレーザー　[T]
前方に徐々に判定が小さくなる2連の短いレーザーを発射。貫通力無し。2段階目は判定が大きくなる他に弾速がアップし、近距離での連射力に優れる。
オプション
前作での「マルチプル」に相当する。自機をトレースし自機の攻撃と同じ攻撃をする。
1人プレイ時は最大4つまで装備可能で、2人同時プレイ時はプレイヤー単体では最大4つまでだが2人合わせて最大5つまで装備可能。
（以下、便宜的に「ノーマルオプション」と記載）
オプションシード
自機の周囲を回り続ける小さなオプションを装備。装備中はプレイヤーの操作に関係無く勝手にショットを撃ち続ける。
オプションシードは複数を同時に装備することはできず、オプションシードを2つ集めたり、オプションシード装着中にステージクリアするとノーマルオプションに成長する。ノーマルオプションを既に最大数装備している場合はオプションシードを取得しても装備することはできない。
なお、ノーマルオプションをオプションシュートすると、その攻撃終了後にオプションシードがアイテムとして画面内に残る。
フォースフィールド
全方位に対して敵の攻撃を防ぐバリアを装備。耐久力は7発まで。地形に近づきすぎると簡単に削られて耐久力が落ちる。他のアイテムよりも出現率が低く設定されているためごくまれにしか出現しない。

#### 武器のパワーアップ
レーザー系武器
レーザー系武器は装備しているレーザーと同じレーザーアイテムを取る事で、時限式で2段階目にパワーアップする。制限時間を超えると強制的に1段階目に戻される。ただし、装備中のレーザーと同じレーザーアイテムを取り続ける事で制限時間は延長される。
なお、別のレーザーに切り替えた場合は取得したレーザーの1段階目になる。
ミサイル
ミサイルはパワーアップというよりも種類の切り替え式のような感じで、タイプが2種類存在する。レーザー系装備とは異なり時限式ではなく、ミサイルアイテムを取るごとにタイプが切り替わる。
ミサイルを装備していない状態でミサイルアイテムを取得すると下記表の「TYPE 1」が装備される。
| タイプ | タイプ         | 地形に接触 | 発射方向     | 発射方向          |
| ------ | -------------- | ---------- | ------------ | ----------------- |
| TYPE 1 | ミサイル       | 滑走する   | 横スクロール | 自機の下1方向のみ |
| TYPE 1 | ミサイル       | 滑走する   | 縦スクロール | 前方寄り左右2方向 |
| TYPE 2 | ツインミサイル | 消滅する   | 横スクロール | 上下2方向         |
| TYPE 2 | ツインミサイル | 消滅する   | 縦スクロール | 左右2方向         |

フォースフィールド
フォースフィールドは強化される事はないが、装備中のフォースフィールドの耐久力が落ちていた場合には、その耐久力が初期値まで回復する。

#### オプションシュート
本作のオプションには、前作のマルチプルやグラディウスシリーズのオプションには無い「オプションシュート」という攻撃が追加されている。発動にはオプションシュート専用のボタンを用いる。
オプションシュートを使う必然性は全体を通じて希薄で、オプションシュートした分だけ装備中のオプションをランクダウン（オプションシードになったり、オプションの個数が減る）させ、逆に難易度を上げる結果にもなる。とはいえ利用価値が全く無いわけではなく、ノーマルオプションをオプションシュートするとアイテム化するためスコアアタック目的で場所を選んでオプションシュートが行われたり、オプションシードをオプションシュートした際の敵弾防御効果をうまく使えば難局を乗り越える武器ともなる。
オプションシュートは、オプションの装備状況により、以下のように使用効果が変化する。
ノーマルオプションを1個以上装備している場合
ボタンを押し続けている間はノーマルオプションが光るのみで発動せず、そのまま押し続けている事で装備中のノーマルオプションを1つずつ光らせる事ができ、ボタンを離すと光っている個数分のノーマルオプションをオプションシュートする事が出来る（ただし、ボタンを連打すれば連続してオプションシュートできるため、ため撃ちを行う必要性はほぼ無い）。発動すると敵に向かって突進し続け、ある程度ダメージを与えたり一定時間経つ事で終了し、アイテム化（オプションシード）する。
オプションシードのみを1個装備している場合
ボタンを押した瞬間に発動し、オプションシードが自機の周りで高速回転したのち消滅する。高速回転中は一時的なバリアとなり、触れた敵弾を消すことができる。

### ステージ構成
前作同様横スクロールと縦スクロールのステージが存在する。ただし縦スクロールするのは2、6面だけである。
| Stage   | 名称             | 解説 | 使用曲                                                                                    | ボス                                   |
| ------- | ---------------- | --- | ----------------------------------------------------------------------------------------- | -------------------------------------- |
| 1（横） | 亜生命空間       | 腸内のような絨毛状の組織で覆われたステージ。ある程度進んでいくと、目玉の集団が出現するが、その正体は多数のゴーレム。姿を現した後、自機の方を向き散らばる。 | SILVERY WINGS AGAIN （2周目はPower of Anger）                                             | ゴーレム、 バイター                    |
| 2（縦） | プロミネンス要塞 | プロミネンスを出す小型人工太陽群のステージ。前作のステージ3に似ている。 左右方向に一定範囲までスクロールが可能なステージで、画面の左右に自機を寄せるとその方向へスクロールさせることができる。                                                                                            | SENSATION                                                                                 | Hydra（ハイドラ）                      |
| 3（横） | バイオハザード   | 細胞壁で覆われたステージ。 | ALL IS VANITY                                                                             | カラブ、 アバドン                      |
| 4（横） | 巨大戦艦         | 戦艦群の間を縫って巨大戦艦と対決するステージ。 | SERIOUS!SERIOUS!SERIOUS! （2周目はLAST EXIT[1]、『グラディウス2』でのタイトルはMOONSPIN） | テニーロップ（テトラン2）              |
| 5（横） | アステロイド     | 小隕石群をかいくぐりつつ敵要塞を攻撃するステージ。上下方向に無限スクロールするが、ボス戦直前から上下方向のスクロール範囲が一定範囲に制限される。 要塞入り口は『グラディウスII』のステージ8・要塞のような入り口になっている。ボスのプレートコアはMSX『沙羅曼蛇』のエニグマに酷似している。 | SPEED （2周目はPLANET RATIS[1]）                                                          | プレートコア + クラブレス + キャニコロ |
| 6（縦） | ドゥーム         | 前半は敵構造物上空での戦闘。後半は要塞内部。最終ボスのドゥームは前作の最終ボス（ゼロスフォース）とは異なり激しい攻撃を仕掛けてくる。 | DEAR BLUE、 PRELUDE OF THE LAST BATTLE                                                    | ケルベロス、 ドゥーム                  |

a b  1996年に発売された『沙羅曼蛇2 オリジナルサウンドトラック』での表記は2周目4面BGMは「PLANET RATIS」、2周目5面BGMは「LAST EXIT」と1992年に発売された『沙羅曼蛇 -Again-』と比較して逆になって（誤記されて）いる。これは2003年に発売された『沙羅曼蛇アーケードサウンドトラック』でもそのままになっている。

## 音楽
前田尚紀（エンゾニック前田）によるサウンド面の評価は現在でも高く、特に2面『SENSATION』は人気があり、オトメディウスG(ゴージャス！)の追加BGMとして1、2面の曲が前田尚紀自身の手によりリアレンジされたり、（『KEYBOARDMANIA 3rdMIX』で細江慎治によるアレンジがプレイ可能な楽曲として収録されている。また前作『沙羅曼蛇』等の曲も1面ボスBGMでは「POISON OF SNAKE」（前作のボスBGM）、2周目の1面では「POWER OF ANGER」（前作の1面BGM）、2周目4面では「LAST EXIT」（MSX版のヴェノム艦ステージBGM）、2周目5面では「PLANET RATIS」（前作の3面BGM）といった具合に、ファンサービスとして使われている。ちなみに未使用曲が4曲あり、エンディングのAM SHOW VERSHIONも入っている。

## 他機種版
| No. | 発売日        | 対応機種                                            | タイトル                               | 開発元   | 発売元                           | メディア     | 型式                  | 売上本数 | 備考                                                                        |
| --- | ------------- | --------------------------------------------------- | -------------------------------------- | -------- | -------------------------------- | ------------ | --------------------- | -------- | --------------------------------------------------------------------------- |
| 1   | 1997年6月19日 | セガサターン                                        | 沙羅曼蛇 DELUXE PACK PLUS              | KCET     | コナミ                           | CD-ROM       | T-9520G (VS057-J1)    | -        | 『沙羅曼蛇』、『ライフフォース』とのカップリング                            |
| 2   | 1997年7月6日  | PlayStation                                         | 沙羅曼蛇 DELUXE PACK PLUS              | KCET     | コナミ                           | CD-ROM       | SLPM 86037 (VX057-J1) | -        | 『沙羅曼蛇』、『ライフフォース』とのカップリング                            |
| 3   | 2007年1月25日 | PlayStation Portable                                | 沙羅曼蛇 ポータブル                    | M2       | コナミデジタルエンタテインメント | UMD          | VP031-J1              | -        | 『沙羅曼蛇』 『グラディウス2』 『ライフフォース』 『XEXEX』とのカップリング |
| 4   | 2008年3月13日 | PlayStation Portable                                | 沙羅曼蛇 ポータブル コナミ・ザ・ベスト | M2       | コナミデジタルエンタテインメント | UMD          | VP031-J2              | -        | 廉価版                                                                      |
| 5   | 2009年7月30日 | PlayStation Store                                   | 沙羅曼蛇 ポータブル                    | M2       | コナミデジタルエンタテインメント | ダウンロード | -                     | -        |                                                                             |
| 6   | 2025年8月7日  | PlayStation 5 Nintendo Switch Xbox Series X/S Steam | グラディウス オリジン コレクション     | エムツー | KDE                              | ダウンロード | -                     | -        | 『沙羅曼蛇』、『ライフフォース』、『沙羅曼蛇III』とのカップリング           |

セガサターン版（沙羅曼蛇 DELUXE PACK PLUS）
- アーケード版をほぼ忠実に移植している。

SALAMANDER・REMIXES CD
- 沙羅曼蛇の曲をベースにした、クラブダンスリミックス

(CD/リミックスアーティスト JUNIOR O、DJ FEILONG、Shoko.F、等/コナミ KICA7819) 
プレイステーション版（沙羅曼蛇 DELUXE PACK PLUS）
- セガサターン版とほぼ同じだが、こちらの方がSEの音質が良い。アーケード版と違い、ほぼ処理落ちしないため、2周目の難易度が高い。

PlayStation Portable版（沙羅曼蛇 ポータブル）

### ライフフォース2
本作には LIFE FORCE2 というモードが存在し、移植作品の一部（プレイステーション版やセガサターン版、グラディウス オリジン コレクション版）ではオプションの設定で「LIFE FORCE2」モードに変更する事ができる。
「LIFE FORCE2」の前作にあたるのは『LIFE FORCE』であるが、この名称の作品は本作の前作『沙羅曼蛇』の日本国外版（海外版）と、それを元にゲームシステムなどをアレンジした日本国内仕様の2つが存在する（ライフフォース#沙羅曼蛇の日本国外仕様を参照）。「LIFE FORCE2」モードにするとタイトルロゴが「LIFE FORCE2」になるが、本作とゲーム内容にほぼ差はなく、日本国内仕様の『LIFE FORCE』のようにパワーアップがカプセルストック制になる訳ではなく、単に難易度が異なるのみの違いである。
なお、本作の日本国外版が実際に「LIFE FORCE2」として出回ったかは不明で、グラディウス オリジン コレクション製作スタッフの調査によれば日本国外版として作られはしたが出荷はされなかったらしく基板が存在しない（本作のROM上にデータがあり、フラグ切替で動作する）とのこと。

## スタッフ
- プロデューサー：TANGO
- ディレクター：Qchan
- グラフィック・デザイナー：SATONYAN、MASATO HIJIMA、SANSHI SDR、KAORI NISHIMURA、YAS、MOTOHISA ANDO
- サウンド・ディレクター：YOU TAKAMINE、前田尚紀
- ハード・デザイナー：V KOBE YZZ
- デベロップ・アシスタント：久米村"Q"隆明
- プロダクト・デザイナー：K.IWASHITA
- プログラマー：Qchan、YAMAMOSO TYPE2、長谷川丈覚

## 評価
前作発売からは10年の開きがあったが、前作ほどの人気は獲得できなかった。理由としては、当時のシューティング不人気の時代背景や、正式リリース前にアーケードゲーム展示会で発表された段階のものがバグが多数あると『ゲーメスト』（ゲーム雑誌）で報じられたこと等が挙げられる。また、 （少なくとも発売当初の）『ゲーム批評』のレビューでは、「敵の配置や演出に前作にあった工夫が見られない」「全体的に色遣いのセンスが悪い」「オプションシュートの使いどころがない」と評され、『ゲーメスト』の読者コーナー「アイランド」でも、同時期に発売された『究極タイガーII』等とともに「偉大な親（=前作）を超えられなかった」との読者投稿（意見）が掲載された。